# Cyanophonia
Cyanophonia es un género de aves paseriformes perteneciente a la familia de los fringílidos. Sus 3 especies son denominadas comúnmente eufonias de capucha azul; habitan bosques y selvas de las Antillas, así como de Centro y Sudamérica.

## Taxonomía
Descripción original
Este género fue descrito originalmente en el año 1851 por el naturalista, político y ornitólogo francés Charles Lucien Jules Laurent Bonaparte, hijo de Lucien Bonaparte y sobrino del emperador Napoleón Bonaparte.
Etimología

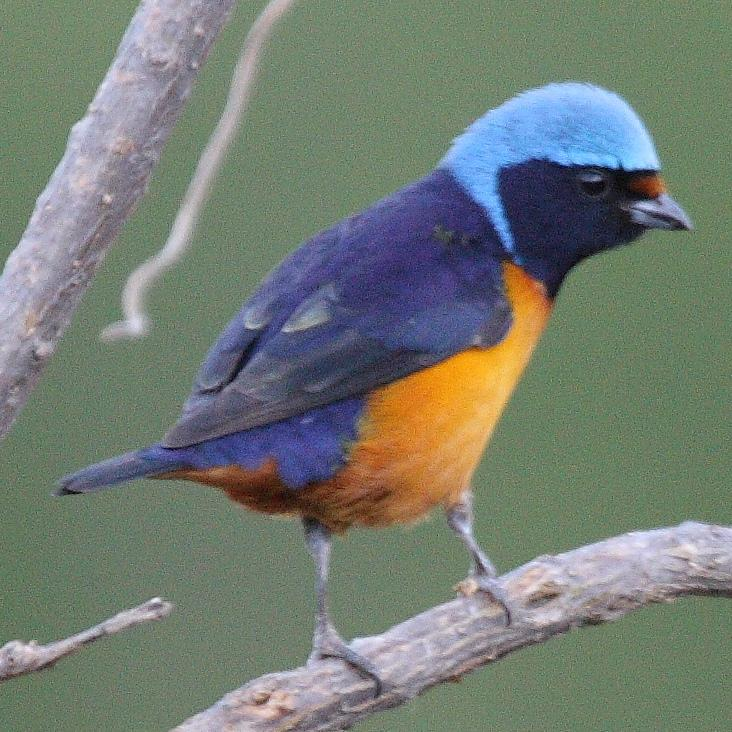
Eufonia elegante (Cyanophonia elegantissima).

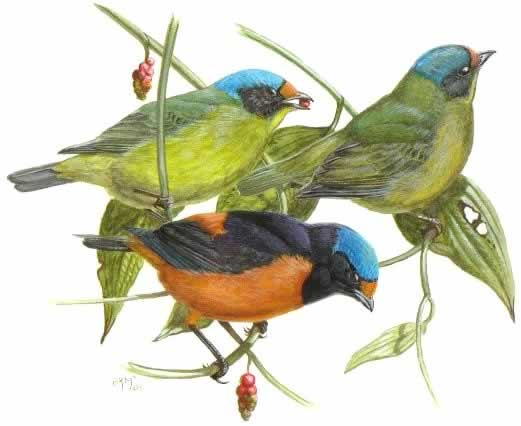
Eufonia antillana (Cyanophonia musica).

Etimológicamente el término Cyanophonia se construye con palabras en el idioma griego, en donde: kyanos significa ‘azul sombrío’ y phoneeis es ‘cantor’.

### Historia taxonómica y relaciones filogenéticas
Las especies que integran el clado denominado Cyanophonia fueron incluidas largo tiempo en el género Euphonia, dentro de la familia Thraupidae. Posteriormente fueron transferidas a la familia Fringillidae, dentro de la subfamilia Euphoniinae.
En el año 2012, un estudio filogenético molecular encontró que Euphonia era parafilético, sin embargo no resolvieron la discordancia taxonómica, esperando un trabajo más completo. En el año 2020, un análisis efectuado por Tyler S. Imfeld, F. Keith Barker y Robb T. Brumfield —en el cual usaron enriquecimiento dirigido para secuenciar miles de loci de elementos ultra-conservados (EUC), así como ADN mitocondrial reconstruido a partir de lecturas fuera de rango—, confirmó que el género Euphonia era parafilético con respecto al género Chlorophonia. Para resolver la parafila, los autores del estudio propusieron escindir al clado compuesto por las 3 especies de capucha azul (grupo más próximo a Chlorophonia que a las verdaderas Euphonia) e incluirlas en un género propio, por lo que rehabilitaron Cyanophonia. Indicaron también que como la especie tipo del género no estaba formalmente definida, debería ser la especie más antigua en ser conocida, condición que le corresponde a Cyanophonia musica (Linnaeus & Gmelin, 1789), la cual fue descrita por Johann Friedrich Gmelin en la segunda parte de la 13a edición de Systema naturæ, en el año 1789.

### Subdivisión
Este género se compone de 3 especies:
- Cyanophonia cyanocephala (Vieillot, 1818) - eufonia culidorada;
- Cyanophonia elegantissima (Bonaparte, 1838) - eufonia elegante;
- Cyanophonia musica (Gmelin, 1789) - eufonia antillana.

## Distribución y hábitat
Las especies que lo componen son endémicas del Neotrópico. Se distribuyen desde el norte de México, siguiendo hacia el sur a lo largo de ambas vertientes hasta Panamá, en Centroamérica; también viven en las Antillas Menores y las Mayores y en todo el norte y centro de Sudamérica, desde Colombia, Venezuela, Trinidad y Tobago, Guyana, Guayana Francesa, Surinam, Brasil, Ecuador, Perú, Bolivia, Paraguay, hasta el norte de la Argentina y Uruguay.

## Características y costumbres
Sus especies son pájaros pequeños, de 11 a 14 cm de longitud total. Los machos tienen la cara y la garganta de color azul oscuro —casi negro— y una amplia corona azul turquesa. La espalda, alas y cola son púrpura-oscuro y el pecho y vientre de color amarillo a canela. Las hembras suelen tener el plumaje con un patrón cefálico similar, pero el cuerpo es verde oliváceo. Se desenvuelven en las partes superiores y medias de los árboles, siempre en búsqueda de frutas y pequeñas bayas, en especial las de la familia de plantas hemiparásitas Loranthaceae. En época reproductiva capturan también algunos insectos.